# Новопавловка (Большеглушицкий район)
Новопа́вловка — село в Большеглушицком районе Самарской области России. Административный центр сельского поселения Новопавловка.

## География
Село находится в юго-восточной части Самарской области, в пределах Сыртовой равнины Низменного Заволжья, в степной зоне, на правом берегу реки Каралык, к востоку от автодороги А300, на расстоянии примерно 5 км (по прямой) к северо-востоку от села Большая Глушица, административного центра района. Абсолютная высота — 56 м над уровнем моря.
Климат
Климат характеризуется как континентальный, засушливый, с жарким сухим летом и холодной малоснежной зимой. Среднегодовая температура воздуха — 4,7 °С. Средняя температура воздуха самого тёплого месяца (июля) — 21,6 °C (абсолютный максимум — 41 °C); самого холодного (января) — −12,7 °C (абсолютный минимум — −46 °C). Среднегодовое количество атмосферных осадков составляет 420 мм, из которых большая часть (277 мм) выпадает в период с апреля по октябрь. Снежный покров образуется в конце ноября и держится в течение 136 дней.
Часовой пояс
Село Новопавловка, как и вся Самарская область, находится в часовой зоне МСК+1. Смещение применяемого времени относительно UTC составляет +4:00.

## Население
| 2010 |
| ---- |
| 970  |

Половой состав
По данным Всероссийской переписи населения 2010 года, в гендерной структуре населения мужчины составляли 47,8 %, женщины — соответственно 52,2 %.
Национальный состав
Согласно результатам переписи 2002 года, в национальной структуре населения русские составляли 81 % из 902 чел.

## Улицы
| - ул. Гагарина, - пер. Дачный, - ул. Зелёная, - ул. Крестьянская, | - ул. Молодёжная, - ул. Набережная, - пер. Овражный, - пер. Песочный, | - ул. Проезжая, - ул. Пугачёвская, - пер. Пушкинский, - ул. Рабочая, | - ул. Садовая, - ул. Самарская, - ул. Советская, - ул. Чапаевская. |